# پان‌قوم
پان‌قوم (به انگلیسی: Panethnicity) یک نوواژه سیاسی است که به برخی فرآیندهای مربوط به گروه‌بندی گروه‌های قومی گوناگون بر اساس معیارهای فرهنگی، زبان، نژادی و… گفته می‌شود و بر چگونگیِ این تقسیم‌بندی تمرکز دارد. این اصطلاح به‌طور گسترده در جریان جنبش‌های ضد استعمارانه و ملی‌گرایانه در اواسط سدهٔ بیستم استفاده می‌شد.
این مفهوم را نباید با مفهومِ کُلّیِ «پان‌ملی‌گرایی» که می‌تواند قومیت‌های مرتبط را با درنظرگرفتنِ تمایزِ قومی‌شان گروه‌بندی کند (و همه را جزو یک قومیت نداند) اشتباه گرفت. برخی پان‌های قومی عبارت اند از پان‌عربیسم، پان‌ژرمنیسم، پان‌ترکیسم و…